# Kim Min-woo (Fußballspieler)
Kim Min-woo (* 25. Februar 1990 in Jinju) ist ein südkoreanischer Fußballspieler.

## Karriere

### Klub
Nach Stationen in Schul- als auch Universitätsmannschaften wechselte er Anfang 2010 in den Kader von Sagan Tosu. Hier verblieb er bis Anfang 2017 und schloss sich danach den Suwon Samsung Bluewings an. Hier spielt er mit Ausnahme von einer Leihe zu Sangju Sangmu von Januar 2018 bis September 2019 auch heute noch.

### Nationalmannschaft
Sein erstes bekanntes Spiel für die südkoreanische Nationalmannschaft absolvierte er am 24. Juli 2013 bei einem 0:0 gegen die Volksrepublik China während der Ostasienmeisterschaft 2013. Dies blieb auch sein einziges Spiel bei dem Turnier. Bis Anfang 2015 absolvierte er lediglich Freundschaftsspiele. Hier stand er im Kader für die Asienmeisterschaft 2015, absolvierte hier jedoch nur ein Spiel. Bei der Ostasienmeisterschaft 2015 war er auch wieder dabei, bekam hier jedoch auch wieder nur ein Spiel, in dem er Einsatzzeit sammeln konnte. Am Ende gewann seine Mannschaft den Titel.
Es folgten zwei Jahre, in denen er keinerlei Spielzeit erhielt. Anfang September 2017 war er wieder in einem Qualifikationsspiel zur Weltmeisterschaft 2018 im Einsatz. Zudem bekam er noch einmal zwei Einsätze bei der Ostasienmeisterschaft 2017, wo seine Mannschaft wieder den Titel gewann. Nach ersten Freundschaftsspielen im Jahr 2018 rückte er dann auch in den Kader der Mannschaft bei der Weltmeisterschaft 2018 und kam hier immerhin auf zwei Einsätze. Nach diesem Turnier kam er bis heute aber nicht mehr zum Einsatz.